# 联合国大会145(II)号决议
聯合國大會第一四五(二)號決議（United Nations General Assembly Resolution 145 (II)）是联合国大会于1947年12月14日各专门机关关于宪章第七十三条（辰）款规定所予的合作。

## 外部連結
- 联合国大会145(II)号决议 （页面存档备份，存于）